# Synagogue d'Esch-sur-Alzette
L'ancienne synagogue d'Esch-sur-Alzette, ville située au sud du grand-duché de Luxembourg, a été détruite par les Allemands pendant la Seconde Guerre mondiale.
La nouvelle synagogue, située au 52 rue du Canal, à l'intersection avec la rue Dicks, à une centaine de mètres de l'emplacement de la première synagogue, a été construite dans les années 1950.

## La communauté juive d'Esch
La communauté juive d'Esch-sur-Alzette est fondée à la fin du XIXe siècle. Pendant près de quarante ans, elle va prospérer. Avec les communes avoisinantes, elle comptera près de 400 personnes, et encore 250 le 10 mai 1940 au moment de l'invasion allemande. De très nombreux commerces de la rue de l'Alzette, la rue commerçante de la ville sont détenus par des Juifs. Comme en Lorraine, Alsace ou dans le pays de Bade, dont plusieurs familles d'Esch sont originaires, on trouve aussi beaucoup de marchands de bestiaux.
Lors de l'invasion allemande, de nombreux Juifs luxembourgeois fuient vers la Belgique et la France. Ceux qui restent seront arrêtés et déportés. Très peu reviendront des camps d'extermination.
Après la guerre, certains des habitants juifs sont revenus à Esch, rejoints par des personnes déplacées en provenance d'Europe centrale. Leur nombre va atteindre la centaine, mais ce nombre ne va cesser de décroitre avec le départ des jeunes vers la ville de Luxembourg et une émigration vers les États-Unis et Israël. Au début du XXIe siècle, il ne reste plus qu'une quarantaine de membres de la communauté, surtout des personnes âgées. En 2008, le rabbin Victor Portal prend sa retraite. La même année, la communauté dirigée par son président Robi Wolf, décide d'engager Nathan Alfred, un rabbin libéral anglais. La communauté dont les offices se font en français et en anglais, se compose de Juifs traditionalistes originaires d'Esch-sur-Alzette, et accueille des Juifs libéraux de différentes nationalités, employés dans les nombreuses instances internationales.

## Histoire de la synagogue

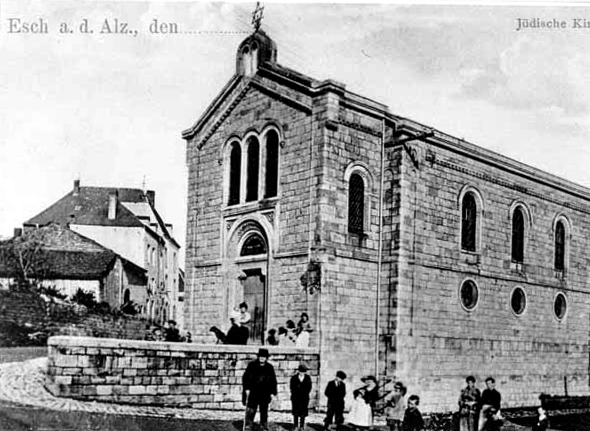
La première synagogue d'Esch-sur-Alzette (vers 1900)

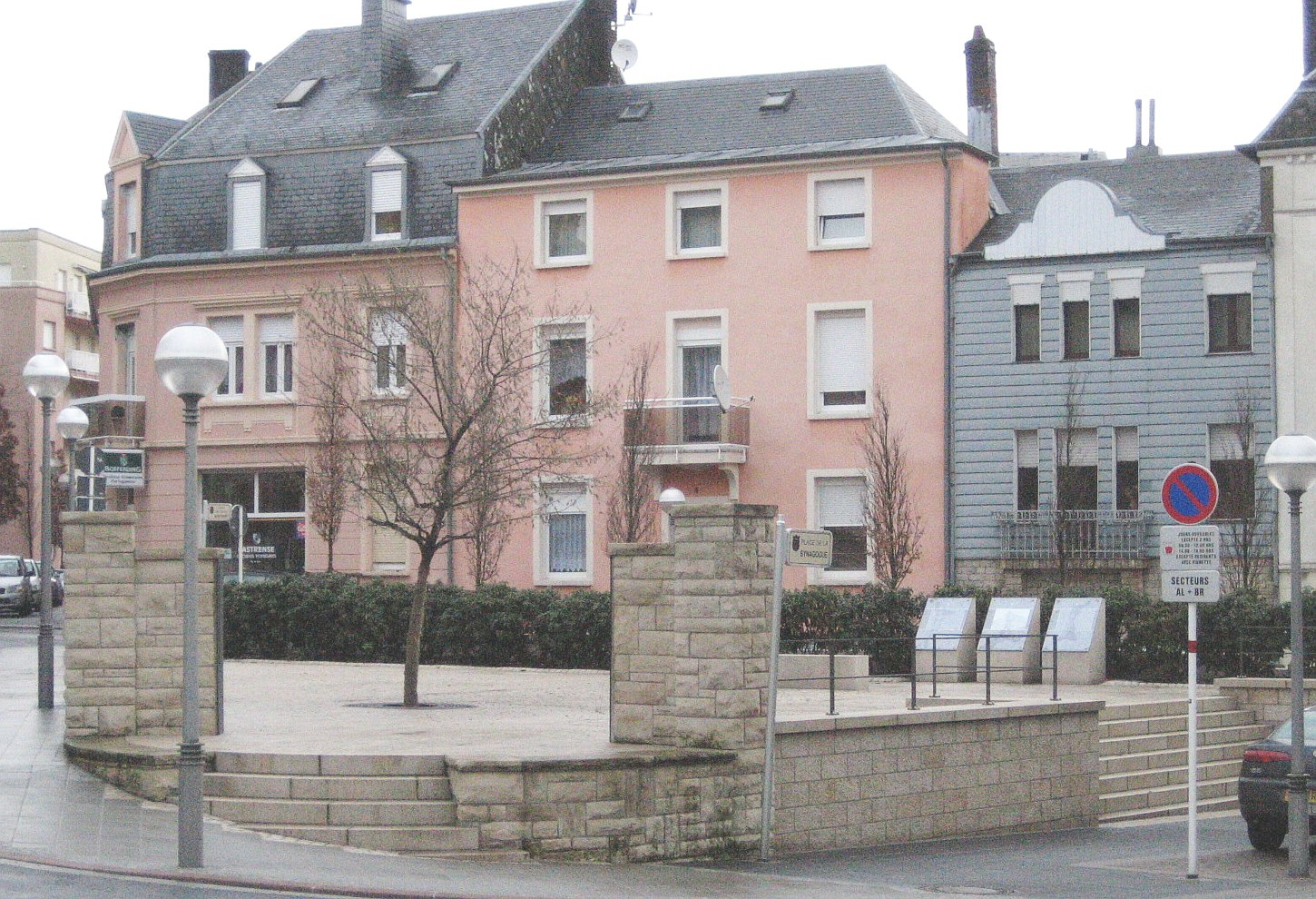
Place de la synagogue

La première synagogue d'Esch a été construite à la fin du XIXe siècle suivant les plans de l'architecte de l'État, Charles Arendt. La pose de la première pierre a lieu le 21 juillet 1898, et l'inauguration le 28 juillet 1899. Située place Vincent (actuellement place de la Synagogue), elle pouvait accueillir 150 fidèles.
Pendant la Seconde Guerre mondiale, le Luxembourg est occupé par les troupes allemandes et annexé au Troisième Reich. À partir du 3 juin 1941, l'occupant allemand fait démolir brique par brique la synagogue. Depuis cette date, la place où se situait la synagogue est restée vide. Elle est renommée en 1985 Place de la Synagogue et en 2004, un monument est érigé à la mémoire des Juifs d'Esch déportés et tués par les nazis. Ce monument est inauguré le 8 mai 2005, date du 60e anniversaire de la fin de la Seconde Guerre mondiale.
En arrière de la place aménagée, avec un dallage spécifique identifiant l'axe de la synagogue détruite, ont été installées trois stèles à pan incliné de hauteur allant de 0,3 à 1,3 mètre. Sur la  stèle de gauche et sur celle de droite, les noms des victimes juives d'Esch ont été gravés. Sur la stèle centrale, figure une photographie de l'ancienne synagogue et le message suivant: 
« 1940-1945 Les années atroces de la Guerre
En érigeant ce Mémorial, inauguré le 10 mai 2005, la 
population de la Ville d'Esch se souvient avec une
 émotion profonde des victimes juives innocentes,
 massacrées sauvagement par un implacable ennemi.

125 déportés, 3 survivants. »
La nouvelle synagogue d'Esch-sur-Alzette est construite en 1953-1954 suivant les plans de l'architecte Christian Scholl. La première pierre est posée le 30 avril 1953 et l'inauguration officielle a lieu le 17 octobre 1954. Les vitraux proviennent de l'atelier Linster de Mondorf-les-Bains.
Le cimetière israélite se situe rue de Mondercange.

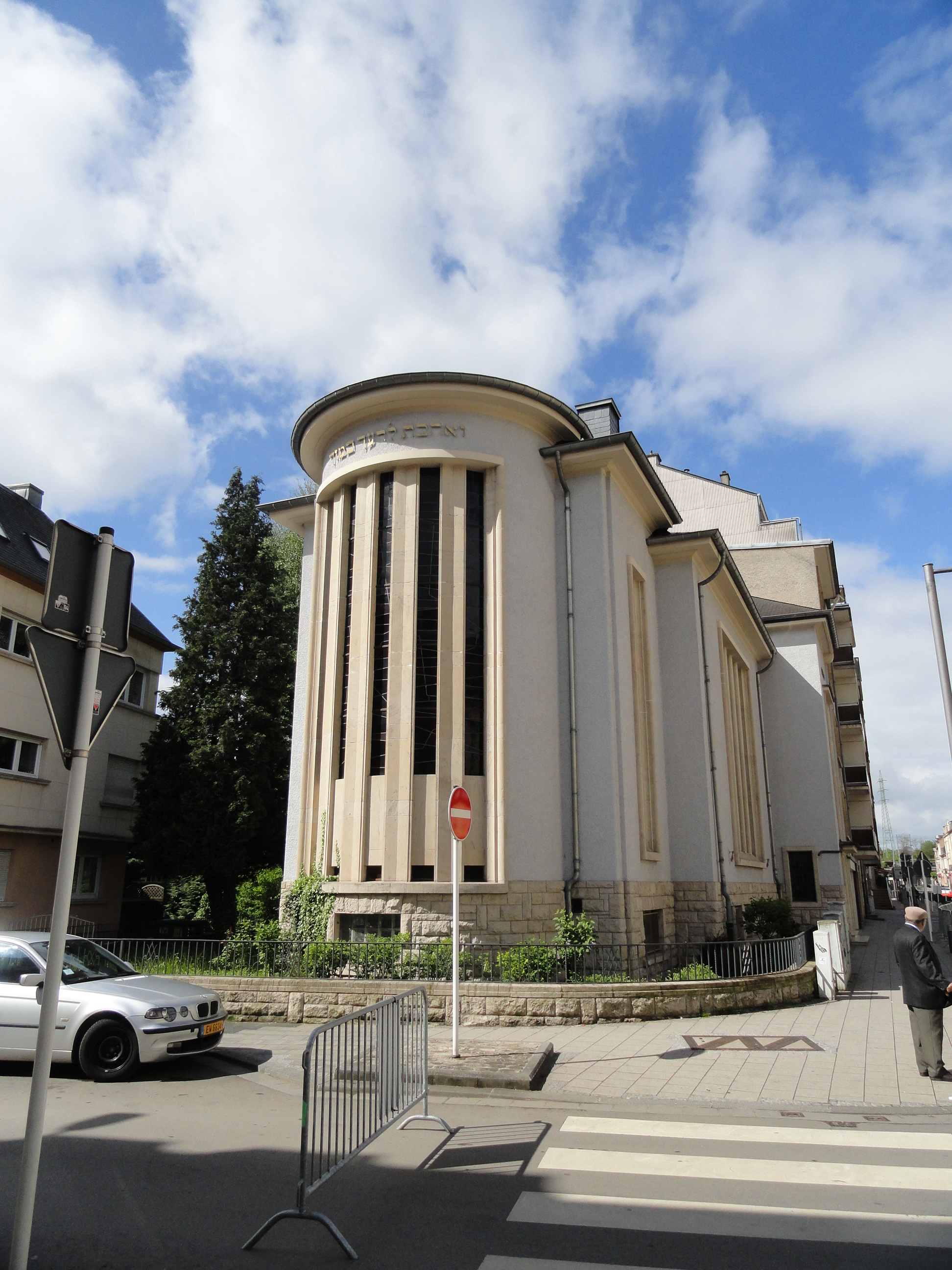
Vue de la synagogue de l'angle de la rue
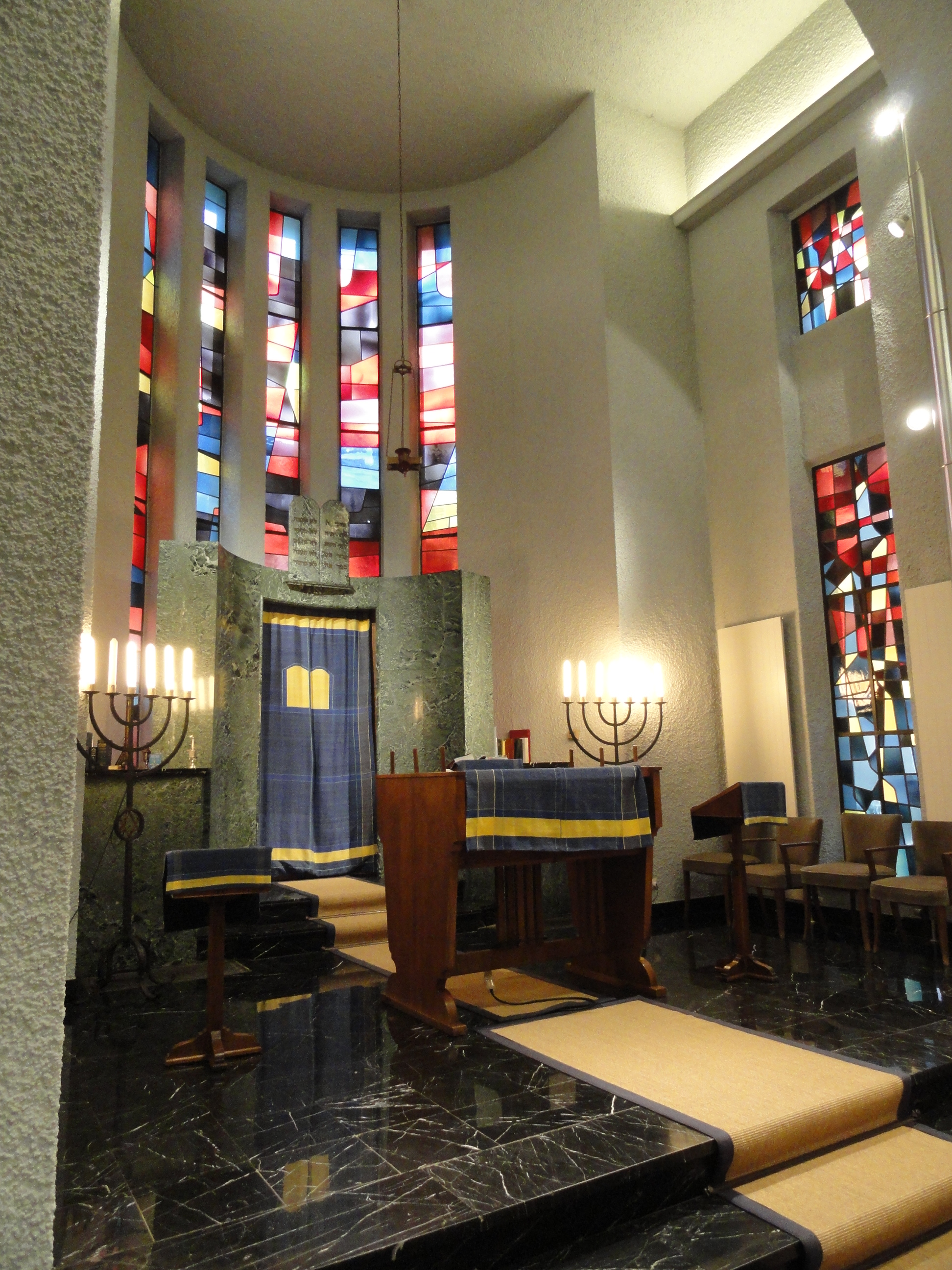
Vue intérieure de la synagogue
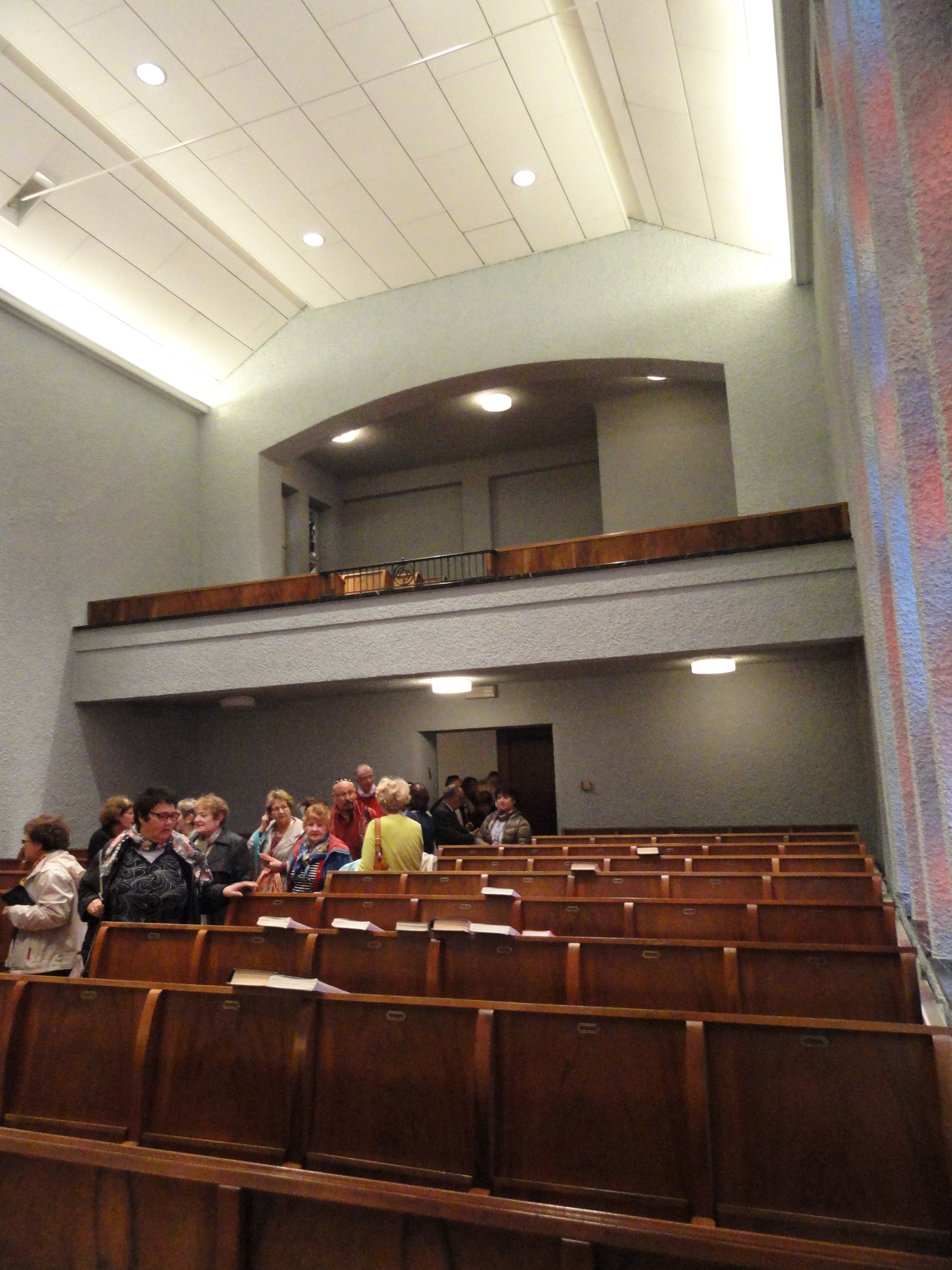
Vue intérieure de l'arrière de la synagogue

## Littérature
- Paul Cerf et Isi Finkelstein: Les Juifs d'Esch - Déi Escher Judden. Chronique de la Communauté juive de 1837 à 1999; édition des Cahiers Luxembourgeois; 1999; (OCLC 44023092)